# VolAlto 2.0 Caserta
La VolAlto 2.0 Caserta è stata una società pallavolistica femminile italiana con sede a Caserta.

## Storia
La VolAlto Caserta viene fondata nel 2006 e iscritta al campionato di Serie D: alla prima esperienza ottiene immediatamente la promozione in Serie C, categoria dove milita per tre annate, sfiorando la promozione in Serie B2 nella stagione 2008-09, per poi centrarla in quella successiva.
Nella seconda stagione nel campionato di Serie B2, dopo una serie di diciotto vittorie consecutive, la squadra chiude la regular season al terzo posto, conquistando la promozione in Serie B1 grazie alla vittoria dei play-off; alla prima annata nella terza divisione del campionato italiano, il club di Caserta raggiunge il terzo posto in regular season, per poi essere eliminata nelle semifinali dei play-off promozione: lo stesso risultato viene raggiunto nella stagione seguente, ma vince i play-off, venendo quindi promossa in Serie A2.
Nella stagione 2014-15 esordisce nella pallavolo professionistica, in serie cadetta: tuttavia il penultimo posto in classifica condanna la squadra ad una immediata retrocessione in Serie B1. A seguito della rinuncia di alcune squadre, la VolAlto Caserta viene ripescata in Serie A2 per disputare la stagione 2015-16, annata in cui raggiunge per la prima volta i play-off promozione, eliminata ai quarti di finale.
Al termine della stagione 2017-18, complice l'ultimo posto in classifica, la squadra retrocede in Serie B1. Un riassetto societario porta alla chiusura delle vecchia società per rifondarne una nuova con il nome di VolAlto 2.0 Caserta: la compagine campana acquista il titolo sportivo Cuneo Granda e viene ammessa in serie cadetta per la stagione 2018-19: in questa annata vince i play-off promozione, venendo promossa in Serie A1, categoria dove debutta nella stagione 2019-20. Viene esclusa dalla Serie A1 2020-21 per la mancanza di requisti all'ammissione, concludendo poi la sua attività.